# Focillopis eclipsia
Focillopis eclipsia là một loài bướm đêm trong họ Noctuidae.